# Tatsuya Wada
Tatsuya Wada (和田 達也 Wada Tatsuya?, nacido el 21 de junio de 1994 en Osaka) es un futbolista japonés que se desempeña como centrocampista.

## Trayectoria

### Clubes
| Club                | País  | Año       |
| ------------------- | ----- | --------- |
| Matsumoto Yamaga FC | Japón | 201 - 201 |
| J. League sub-22    | Japón | 201 - 201 |
| Tochigi SC          | Japón | 201 -     |

## Estadística de carrera

### J. League
| Club                | Año   | J. League | J. League | Copa J. League | Copa J. League | Total | Total |
| Club                | Año   | Part.     | Goles     | Part.          | Goles          | Part. | Goles |
| ------------------- | ----- | --------- | --------- | -------------- | -------------- | ----- | ----- |
| Matsumoto Yamaga FC | 2013  | 0         | 0         | -              | -              | 0     | 0     |
| Matsumoto Yamaga FC | 2014  | 1         | 0         | -              | -              | 1     | 0     |
| Matsumoto Yamaga FC | 2015  | 0         | 0         | 2              | 0              | 2     | 0     |
| J. League sub-22    | 2014  | 12        | 1         | -              | -              | 12    | 1     |
| J. League sub-22    | 2015  | 21        | 0         | -              | -              | 21    | 0     |
| Tochigi SC          | 2016  | 0         | 0         | -              | -              | 0     | 0     |
| Tochigi SC          | 2017  | 11        | 1         | -              | -              | 11    | 1     |
| Total               | Total | 45        | 2         | 2              | 0              | 47    | 2     |